# Wielka Synagoga w Oświęcimiu
Wielka Synagoga w Oświęcimiu – nieistniejąca obecnie, na początku dwudziestego wieku największa synagoga, która znajdowała się w Oświęcimiu, przy dzisiejszej ulicy Berka Joselewicza, dawniej zwanej Żydowską.

## Historia

### Stara synagoga
Najprawdopodobniej początkowo synagoga była budowlą drewnianą później – murowaną. Świątynia kilkakrotnie ulegała zniszczeniu – w pożarach w roku 1711 i 1863. Murowana synagoga została zbudowana w latach 1863–1873 na miejscu starszej synagogi. 

### Lata 1900–1939
W latach 1899–1900 świątynia została przebudowana według projektu bielskiego architekta Karola Korna. Wówczas budynek otrzymał reprezentacyjną, bogato zdobioną fasadę z elementami stylu neoromańskiego, neogotyckiego oraz mauretańskiego. Fasada budynku była utrzymana w reprezentacyjnym stylu, podobnie jak inne synagogi autorstwa Korna.
Do Wielkiej Synagogi uczęszczali głównie reprezentanci postępowej inteligencji żydowskiej (m.in. lekarze, prawnicy, przedsiębiorcy i urzędnicy), w ograniczonym stopniu także tradycjonaliści. Synagoga, posiadająca 2000 miejsc, zwana była Wielką, jako że pełniła funkcję reprezentacyjną dla lokalnej gminy żydowskiej. Był to pierwszy budynek w mieście, w którym zainstalowano lampy elektryczne; po raz pierwszy włączono je w 1925 roku. Okazały budynek świątyni był widoczny w panoramie miasta i niejako symbolizował znaczenie gminy żydowskiej.  
Wokół Wielkiej Synagogi skupiało się życie religijne społeczności żydowskiej Oświęcimia. Do głównych rabinów gminy żydowskiej w Oświęcimiu kolejno sprawujących nabożeństwa w synagodze w latach 1873–1939 należeli: Lazar Münz, Szlomo Halberstam, Abraham Schnur, Osias Pinkas Bombach i jako ostatni jego syn, Eliasz Bombach.
Na początku II wojny światowej, w nocy z 29 na 30 listopada 1939 roku synagoga została spalona przez hitlerowców. W 1941 roku jej zgliszcza zostały rozebrane, a teren po nich został wykorzystany do budowy schronów przeciwlotniczych. 

### Po II Wojnie Światowej

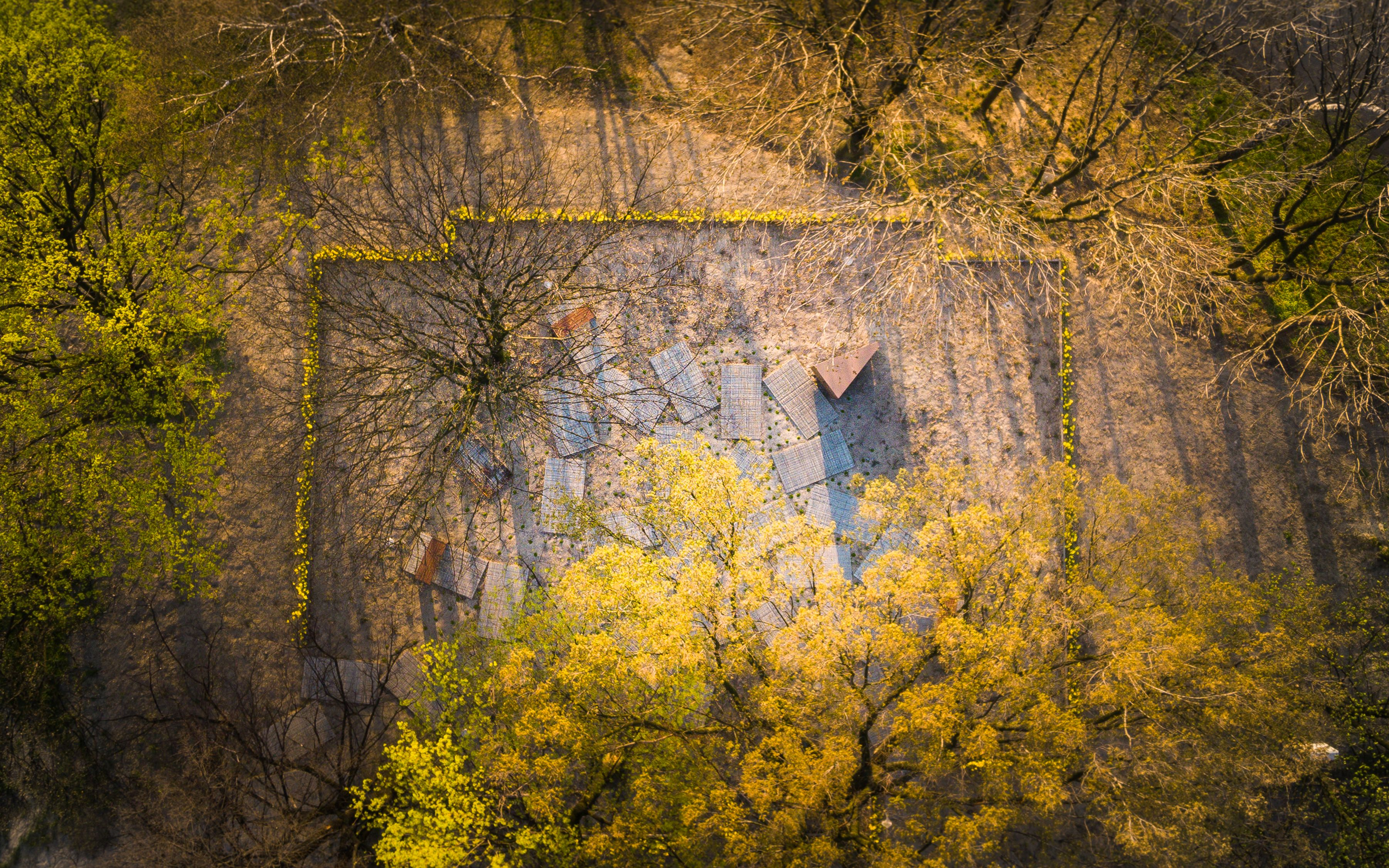
Park Pamięci Wielkiej Synagogi w Oświęcimiu

Po wojnie świątyni nie odbudowano. Miejsce, w którym stała synagoga, pozostawiono puste, jako świadectwo wydarzeń wojennych. Z biegiem lat pusty teren zajmowany wcześniej przez synagogę zarosły drzewa i krzewy. 
Blisko 80 lat po zniszczeniu synagogi mieszkańcy Oświęcimia podjęli decyzję o utworzeniu na tym terenie Parku Pamięci Wielkiej Synagogi jako miejsca upamiętnienia i refleksji. Projekt powstał z inicjatywy Centrum Żydowskiego w Oświęcimiu i został zrealizowany dzięki zbiórce, w której udział wzięli mieszkańcy, lokalni przedsiębiorcy, instytucje publiczne, a także potomkowie oświęcimskich Żydów. Park otwarto 28 listopada 2019 roku.

## Architektura

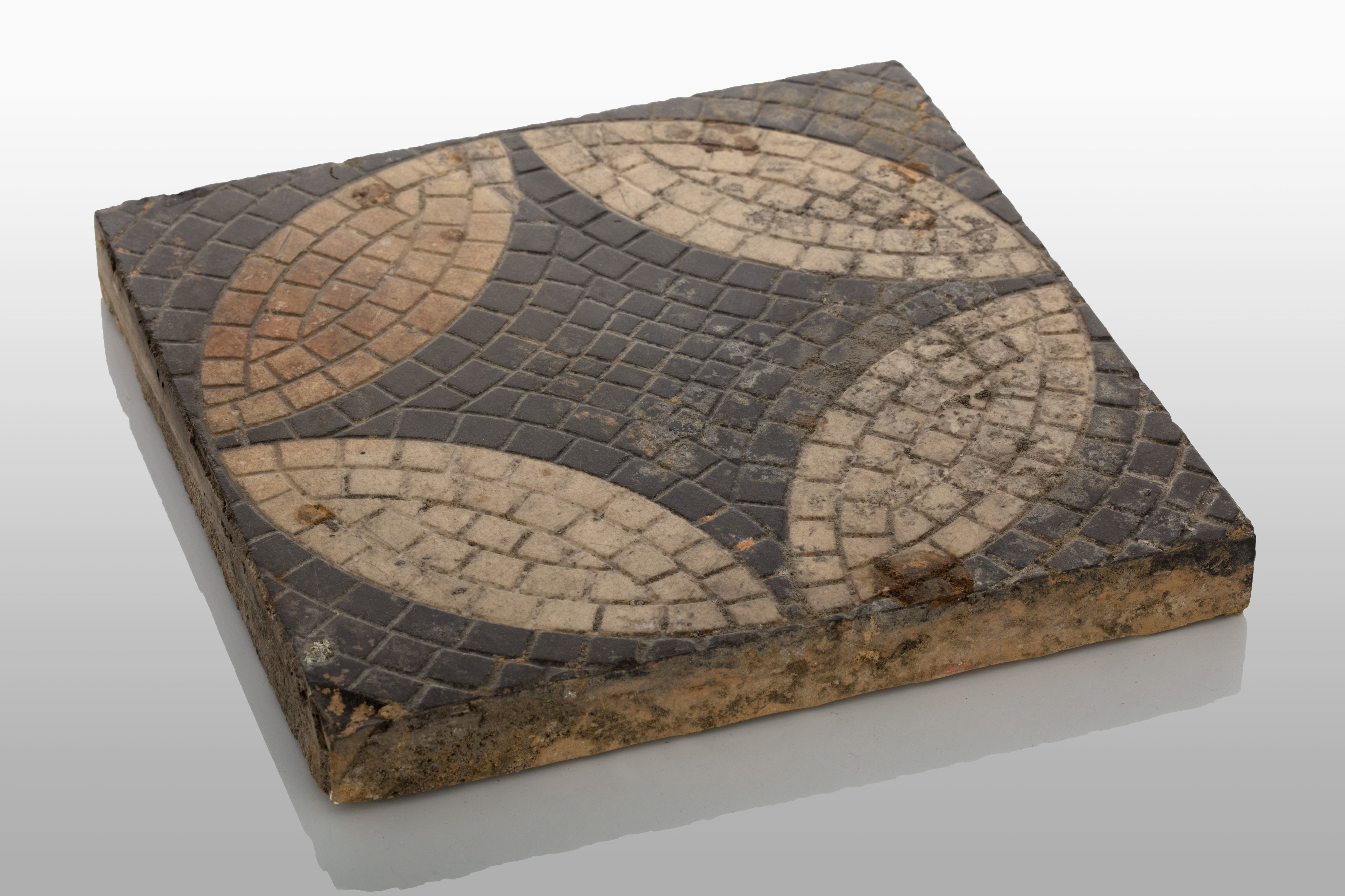
Płytki podłogowe z Wielkiej Synagogi w Oświęcimiu

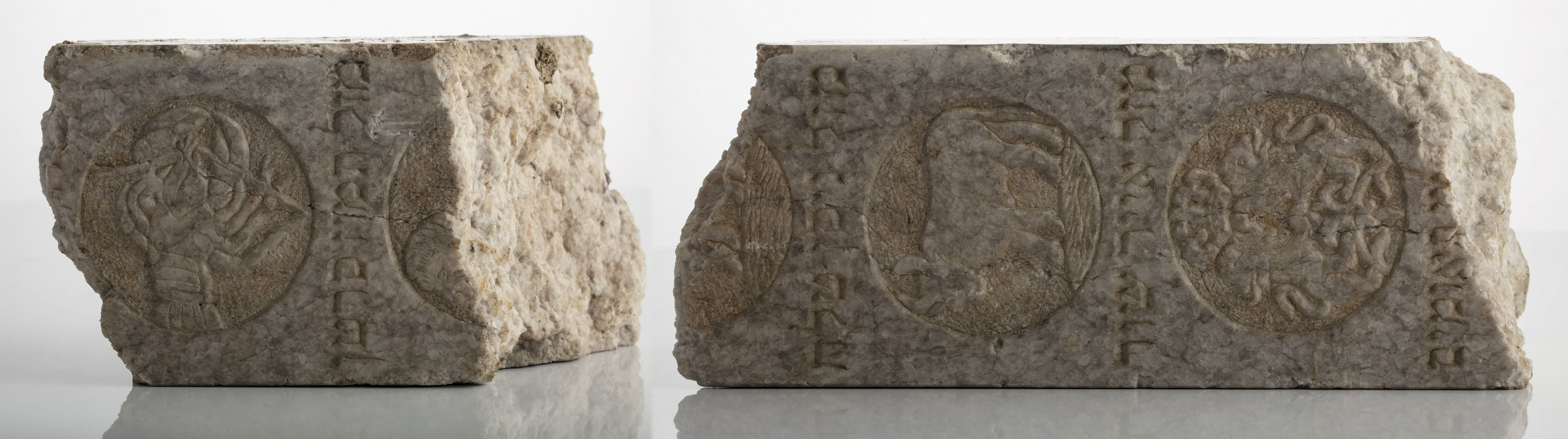
Fragment marmuru ze znakami zodiaku z Wielkiej Synagogi

Detale dekoracji nawiązywały do zdobień bożnicy Tempel przy ulicy Miodowej w Krakowie. Inspiracji dla jej formy architektonicznej należy także szukać w architekturze niemieckiej. Nawiązanie do wzorców niemieckich było oznaką tendencji modernizacyjnych, charakterystycznych dla gminy oświęcimskiej w drugiej połowie XIX wieku.
Budynek synagogi wzniesiono z cegły i piaskowca; był tynkowany i pokryty blachą. Budynek wzniesiono na planie prostokąta z towarzyszącymi mu dwiema skronmymi przybudówkami wzdłuż dłuższych boków, niewidocznymi od strony miasta. Główna, wschodnia elewacja budynku skierowana w kierunku miasta, pełniła funkcję reprezentacyjną.
Wewnątrz w północnej części znajdował się przedsionek, z którego wchodziło się do głównej sali modlitewnej. Z trzech stron otaczały ją galerie dla kobiet, na które prowadziły osobne wejścia i klatki schodowe. Wewnątrz znajdowało się 2000 miejsc siedzących.
Po przebudowie z lat 1899–1900 synagoga otrzymała nową fasadę z bogatą dekoracją w stylu łączącym neoromanizm, neogotyk oraz styl mauretański. Całość wieńczyły dwie cebulaste kopułki. Wygląd synagogi sprzed przebudowy oraz wnętrza nie jest znany, ponieważ nie zachowały się żadne fotografie oraz plany architektoniczne.

## Skarb oświęcimski

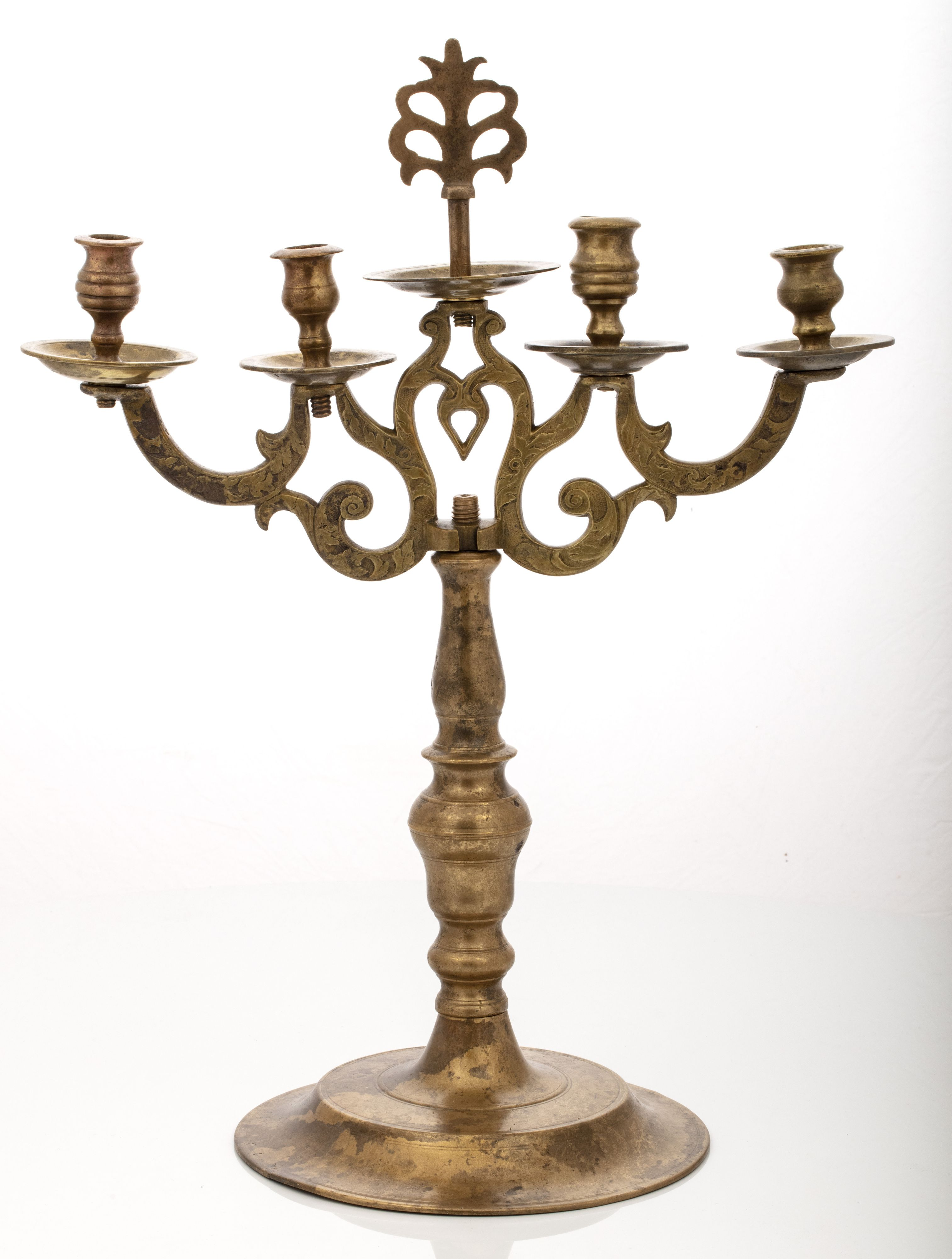
Świecznik czteroramienny z Wielkiej Synagogi w Oświęcimiu

Od 28 maja do 29 czerwca 2004 roku na miejscu, gdzie stała synagoga, przeprowadzone zostały badania archeologiczne pod kierownictwem dr Małgorzaty Grupy z Uniwersytetu Mikołaja Kopernika w Toruniu. Odkryto wówczas ponad 400 przedmiotów, stanowiących przed wojną wyposażenie synagogi. Były to wykonane z miedzi m.in. Ner tamid, liczne świeczniki chanukowe oraz żyrandole pochodzące z drugiej połowy XIX wieku. Znaleziono także fragmenty marmurowych detali Aron ha-kodesz, fragmenty ławek, nadpalonych książek i elementów z inskrypcjami w języku hebrajskim.
Inspiracją do rozpoczęcia prac archeologicznych stała się relacja byłego mieszkańca Oświęcimia, Jiszajahu Jarota, który opisał historię ukrycia zabytkowych przedmiotów, oraz opowieść Leona Schönkera, który w pierwszych dniach niemieckiej okupacji stał na czele lokalnej gminy żydowskiej. Jarot narysował również mapę, w jaki sposób odszukać ukryte przedmioty. Zostały one ukryte w metalowych skrzyniach z inicjatywy ówczesnego rabina Eljasza Bombacha w pierwszych dniach wojny, metr pod posadzką w narożniku synagogi, pod schodami prowadzącymi na galerie dla kobiet. Przed zakopaniem zostały rozłożone na części.
Inicjatorami prac byli Jariv Nornberg i filmowiec Jahaly Gat z Izraela, a sponsorami Conference on Jewish Material Claims Against Germany oraz prywatni darczyńcy. Prace rozpoczęto, na krótko po tym, jak Gmina Wyznaniowa Żydowska z Bielska-Białej otrzymała zwrot działki na podstawie ustawy z 1997 roku o restytucji mienia żydowskiego od Urzędu Miejskiego w Oświęcimiu. Prace miały również na celu dokładne zbadanie terenu i dotarcie do fundamentów pierwszej drewnianej synagogi.
Przez pierwsze trzy tygodnie archeolodzy natrafiali jedynie na drobne przedmioty ceramiczne, monety z początku XIX wieku, a także tablicę ku czci rabina z początku XX wieku. Dopiero w połowie czerwca w dawnym narożniku synagogi natrafiono na skarb. Znalezisko trafiło do Centrum Żydowskiego w Oświęcimiu, gdzie częściowo jest pokazywane na wystawie stałej. Równocześnie z przedmiotami najprawdopodobniej zostały ukryte zwoje Tory. Ich jednak nie udało się znaleźć. Według innych relacji, zostały one zakopane na oświęcimskim cmentarzu żydowskim.
Podczas wykopalisk został nakręcony film dokumentalny „A Treasure in Auschwitz” w reżyserii Jahaliego Gata. W jego realizację zaangażowani byli również byli żydowscy mieszkańcy Oświęcimia, mieszkający w Izraelu, Adam Druks oraz Lolek Lehrer.